# Сентонж
Сентонзьке графство (фр. Comté de Saintonge) — графство Аквітанського герцогства, що з 1371 року перейшло до володінь королівського домену Французького королівства і було перетворене на історичну провінцію Сентонж (фр. Saintonge, [sɛ̃tɔ̃ʒ])  та історичну провінцію з центром в місті Сент.

## Історія
З IX століття — графство, що входило в герцогство Аквітанія, разом з якою стало в 1154 володінням Англії.
Частково відвойований Францією на початку XIII століття, а цілком — у 1371.
У 1375 приєднаний до королівського домену.